# Huangshan (Stadt)

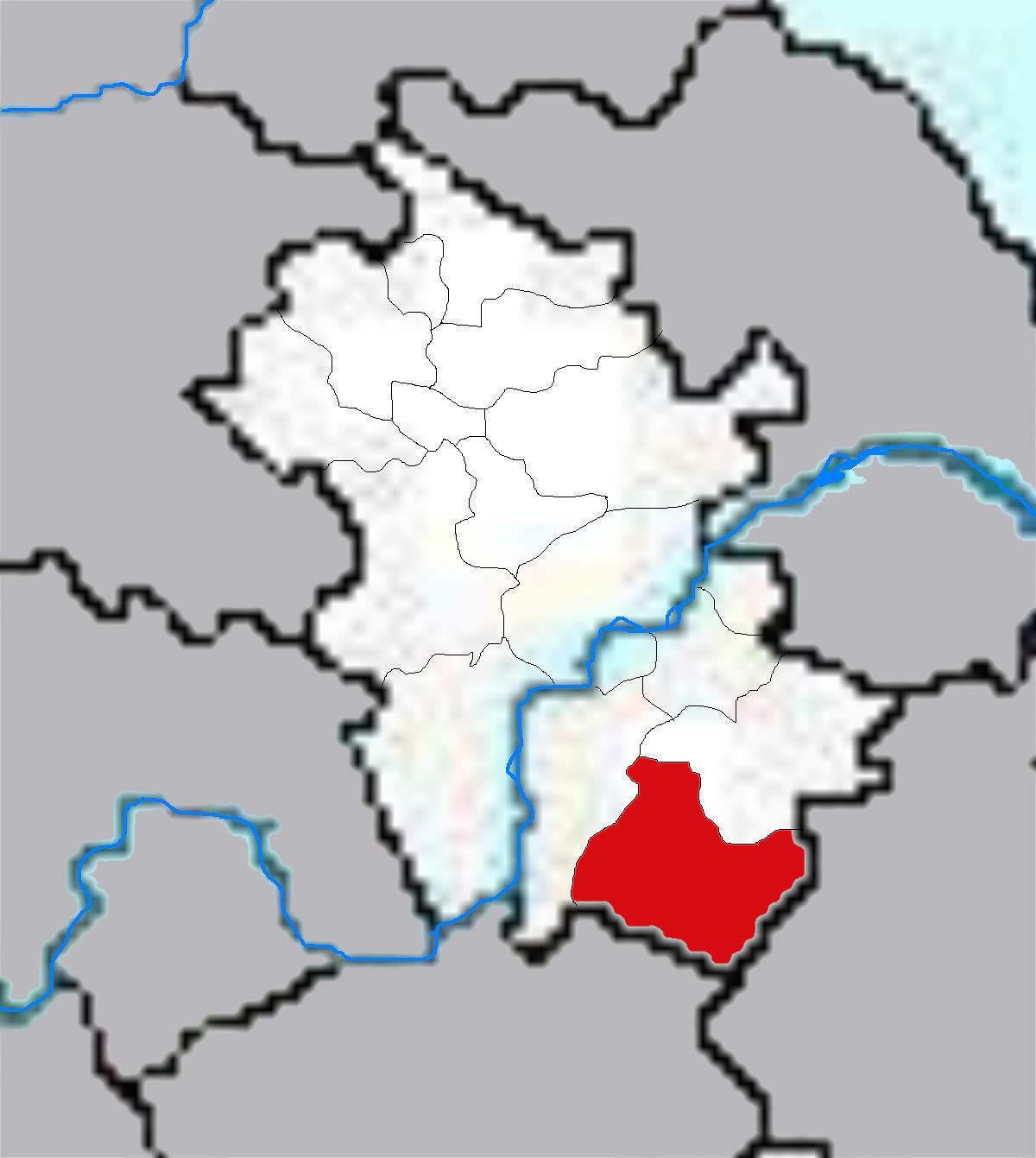
Lage Huangshans in Anhui

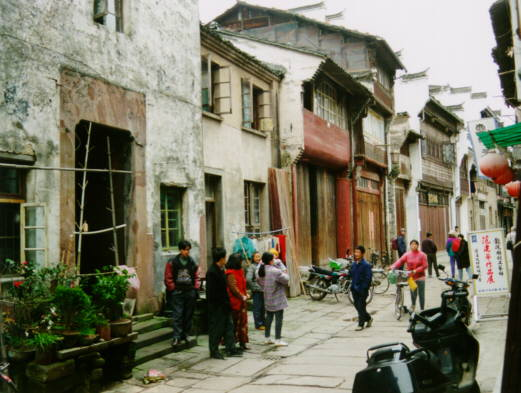
Song-Straße in Huangshan

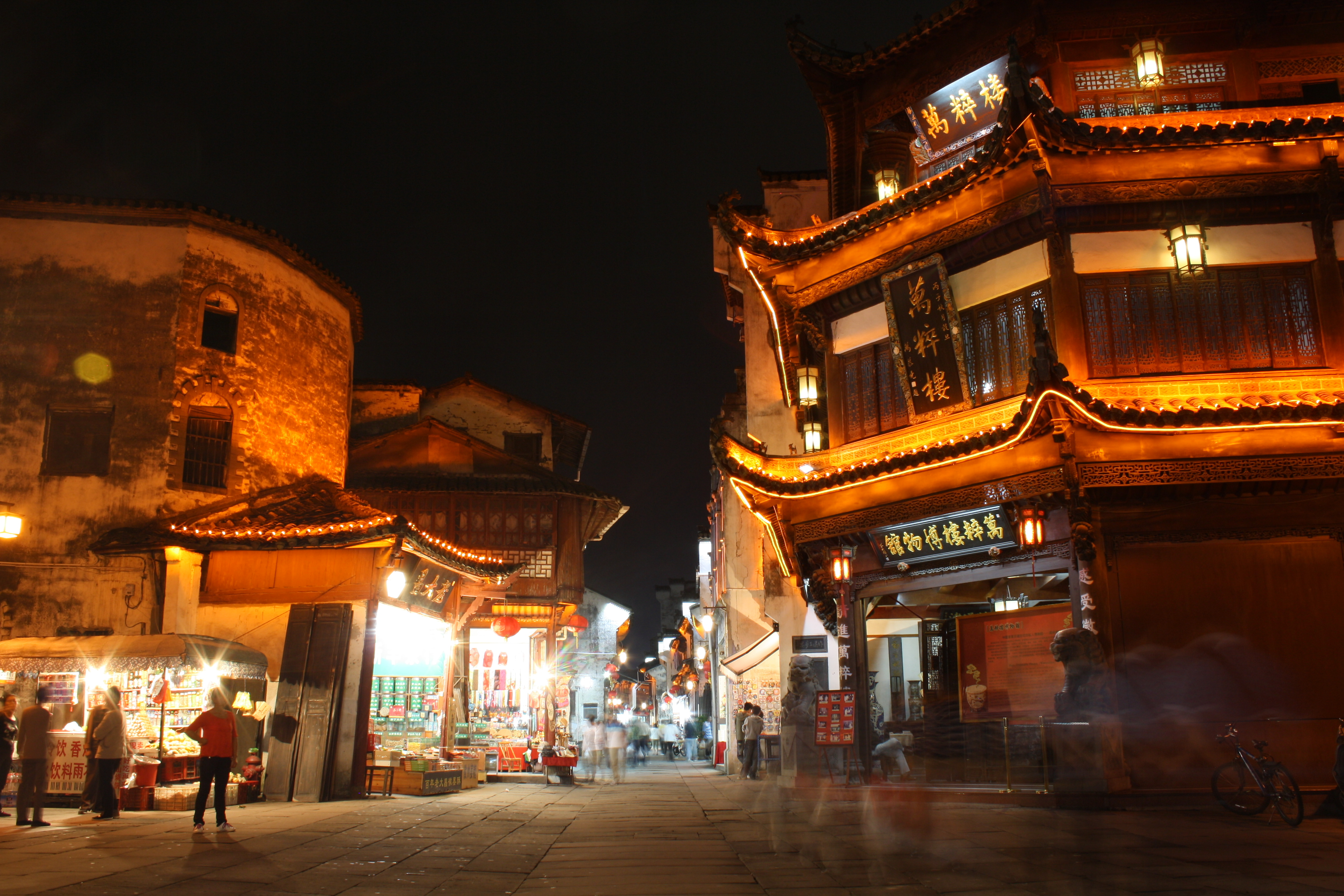
Song-Straße in Huangshan bei Nacht

Huangshan (chinesisch 黃山市 / 黄山市, Pinyin Huángshān Shì) ist eine bezirksfreie Stadt in der Provinz Anhui, im Süden der Volksrepublik China. 

## Geografie
In ihrem Verwaltungsgebiet, das eine Fläche von 9.673 Quadratkilometern umfasst, liegt das berühmte Gebirge Huang Shan. Huangshan hat 1.407.000 Einwohner (Stand: Ende 2018) und einen eigenen Flugplatz, der für die touristische Erschließung des Gebietes von großer Bedeutung ist.

## Administrative Gliederung
Huangshan setzt sich aus drei Stadtbezirken und vier Kreisen zusammen. Diese sind (Stand: Ende 2018):
- Stadtbezirk Tunxi (屯溪区), 157 km², 242.000 Einwohner;
- Stadtbezirk Huangshan (黄山区), 1.751 km², 153.000 Einwohner;
- Stadtbezirk Huizhou (徽州区), 446 km², 97.000 Einwohner;
- Kreis She (歙县), 2.118 km², 418.000 Einwohner, Hauptort: Großgemeinde Huicheng (徽城镇);
- Kreis Xiuning (休宁县), 2.132 km², 252.000 Einwohner, Hauptort: Großgemeinde Haiyang (海阳镇);
- Kreis Yi (黟县), 856 km², 82.000 Einwohner, Hauptort: Großgemeinde Biyang (碧阳镇);
- Kreis Qimen (祁门县), 2.214 km², 163.000 Einwohner, Hauptort: Großgemeinde Qishan (祁山镇).

## Denkmalschutz
Die nachfolgend aufgeführten, im Kreisgebiet gelegenen Baudenkmäler stehen auf der Liste der Denkmäler der Volksrepublik China:
- Bürgerhäuser von Qiankou (潜口民宅,  Qiánkǒu Mínzhái)
- Drei Häuser der Familie Cheng (程氏三宅,  Chéngshì Sānzhái)
- Historische Architektur des Dorfes Chengkancun (呈坎村古建筑群,  Chéngkǎncūn Cǔ Jiànzhùqún)
- Laowuge-Residenz und Lürao-Pavillon (老屋阁及绿绕亭,  Lǎowū Gé jí Lǜrào Tíng)
- Luo Dongshu-Ahnentempel (罗东舒祠,  Luó Dōngshū Cí)

## Tourismus
Im Stadtzentrum wurde eine Straßenzeile von 1,5 Kilometern Länge, die Song-Straße, im lokalen Stil der Ming- und Qing-Zeit rekonstruiert. Hier drängen sich zahlreiche Andenkenläden und Restaurants.

## Verkehr
Der östliche Abschnitt der Schnellfahrstrecke Hangzhou–Nanchang wurde am 25. Dezember 2018 zwischen Huangshan und Hangzhou Ost eröffnet.

## Städtepartnerschaften
Seit 2015 ist Huangshan mit Stralsund partnerschaftlich verbunden.